# Gerhard Rühm

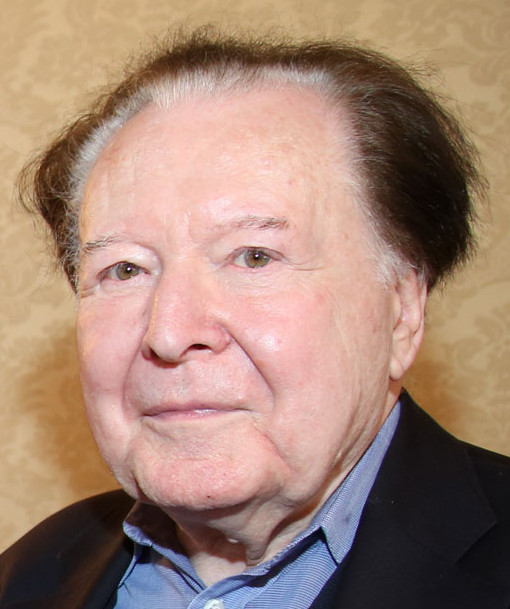
Gerhard Rühm in 2015

Gerhard Rühm (Wenen, 12 februari 1930) is een schrijver, componist en beeldend kunstenaar die deel uitmaakte van de Wiener Gruppe. Zijn radicaal vernieuwende werk is voor een groot gedeelte intermediaal. Het beweegt zich in het grensgebied van literatuur, beeldende kunst en muziek.
Rühm studeerde in Wenen piano en compositieleer. Hij verdiepte zich in de dodecafonie bij Josef Matthias Hauer en in oriëntaalse muziek. 
Omdat hij in Oostenrijk te weinig publicatiemogelijkheden voor zijn werk vond, verhuisde hij in 1964 naar Berlijn waar hij contacten kreeg met uitgevers en de radio zijn hoorspelen wilde uitzenden. Van 1972 tot 1995 was hij docent vrije grafiek aan de Hochschule für bildende Künste in Hamburg.
In de Wiener Gruppe was hij de radikaalste experimentator, die de literatuur op het bewustzijnsniveau van de moderne beeldende kunst en muziek wilde brengen. Anders dan Konrad Bayer en Oswald Wiener brachten taalkritiek en taalscepsis hem er niet toe, communicatie af te wijzen. Uit een bijna zinnelijk plezier in taal begon hij haar te reduceren in composities met afzonderlijke klanken (auditieve gedichten) en woorden (concrete poëzie), om met een minimum aan middelen ervaringen uit te drukken die ongezegd waren gebleven. Samen met H.C. Artmann en Friedrich Achleitner ontdekte hij de bruikbaarheid van het Weense dialect voor de moderne poëzie: het dialect kan gevoelens uitdrukken op een ongecensureerdere wijze dan in de standaardtaal het geval is (bundel hosn rosn baa, 1959). 
Vanaf de jaren 1960 legde Rühm zich meer en meer toe op visuele poëzie, beeldmontages, visuele muziek, schrifttekeningen en hoorstukken. Een deel van Rühms werk vertoont raakvlakken met de conceptuele kunst (onder meer zijn ultrakorte toneelstukken). Met rhythmus r (1968) maakte hij een totaalboek waarbij zelfs de tactiele ervaring van de lezer is ingecalculeerd (de tastindruk 'ruw' door een blad schuurpapier). In MANN und FRAU (1972) werkte hij de principes van de concrete poëzie uit tot een 'concrete roman'. Kenmerkend voor zijn werk is de voorliefde voor universalia – het evoceren van ervaringen en handelingen die wezenlijk zijn voor alle mensen – en de bijna zenboeddhistische aandacht voor het bewuste waarnemen van het hier en nu. In zijn hoorstukken en spreekduetten uit de laatste decennia valt ook een sterke ecologische en maatschappijkritische bekommernis op.
Sinds 2005 wordt Rühms volledige werk uitgegeven, gepland op 10 delen. In het Nederlands werden slechts enkele korte teksten van hem vertaald, onder meer in Raster. In 2006 verscheen een en ander. een keuze uit de gedichten en korte toneelstukken (Zegwerk), in 2020 de prozatekst het raam (Vleugels). Zijn muzikale werk (hoofdzakelijk chansons, melodrama's, stukken voor piano) werd op cd's uitgegeven door de Österreichischer Rundfunk. 
In 1991 werd hem de Grote Oostenrijkse Staatsprijs toegekend. 